# Onurhan Babuscu
Onurhan Babuscu (* 5. September 2003 in Baden) ist ein österreichischer Fußballspieler.

## Karriere

### Verein
Babuscu begann seine Karriere beim ASK Bad Vöslau. Zur Saison 2011/12 wechselte er in die Jugend des FC Admira Wacker Mödling, bei dem er später auch in der Akademie spielen sollte.
Im Februar 2020 debütierte er gegen den FC Marchfeld Donauauen für die Amateure der Admira in der Regionalliga. Im Juni 2020 gab er zudem sein Debüt für die Profis in der Bundesliga, als er am 24. Spieltag der Saison 2019/20 gegen die SV Mattersburg in der 78. Minute für Markus Pink eingewechselt wurde. Insgesamt kam er zu 14 Bundesligaeinsätzen für die Admira, ehe er mit der Mannschaft am Ende der Saison 2021/22 in die 2. Liga abstieg.
In dieser absolvierte er allerdings kein Spiel mehr, im August 2022 wechselte Babuscu in die Türkei zum Erstligisten Gaziantep FK, bei dem er einen bis Juni 2026 laufenden Vertrag erhielt. In Gaziantep konnte er sich aber nie durchsetzen, in eineinhalb Jahren kam er nur zweimal in der Süper Lig zum Einsatz. Daraufhin kehrte er im Februar 2024 nach Österreich zurück und wechselte leihweise zum TSV Hartberg. Während der einjährigen Leihe kam er aber nie zum Einsatz.
Im Februar 2025 wurde er an den türkischen Viertligisten Anadolu Üniversitesi SK weiterverliehen. Während der Leihe kam er aber ebenfalls nicht zum Einsatz. Zur Saison 2025/26 kehrte er zu den Amateuren von Admira Wacker zurück.

### Nationalmannschaft
Babuscu spielte im Oktober 2017 erstmals für eine österreichische Jugendnationalauswahl. Im September 2017 debütierte er gegen Rumänien für die U-17-Mannschaft. Im Oktober 2021 kam er gegen Estland zu seinem ersten Einsatz im U-19-Team. Mit der U-19-Auswahl nahm er 2022 an der EM teil. Während des Turniers kam er zu drei Einsätzen, mit Österreich schied er aber in der Gruppenphase aus und verpasste anschließend auch die Qualifikation für die WM.